# Tori Praver
Victoria Syde "Tori" Praver (4 de junio de 1987) es una modelo y diseñadora de trajes de baño estadounidense conocido por su trabajo con  Sports Illustrated Swimsuit Issue de 2007 a 2009, por haber sido embajadora de Billabong en 2009, y por haber sido el rostro más joven de Guess en 2006, a la edad de 17.

## Biografía
Nacida en San Diego, California, y criada en la isla Hawaiiana de Maui, la infancia de Praver la pasó surfeando, nadando y saliendo a playas locales con sus amigas. Descubierta a la edad de 13 años en un supermercado de Lahaina, Praver ha trabajado con Guess, Yamamay, Tally Weijl, y Liu-Jo.  Ha aparecido en las portadas de Cosmopolitan, Glamour, y Cover.  Hizo una sesón de fotos para Sports Illustrated y fue sujeto del trabajo de pintura corporal de Joanne Gair en las ediciones de 2007 y 2008 y apareció de nuevo en 2009.
Su meta ya al inicio de su carrera era convertirse en diseñadora de moda y en 2009, Praver comenzó su primera línea de trajes de baño, Tori Praver Swimwear. Su exitosa marca está presente en tiendas, boutiques y en línea. En 2013, se casó con su novio, el surfista Danny Fuller, se separaron en 2017. La pareja tiene una hija, Ryan, nacida en 2013, y un hijo, Phoenix, nacido en 2016, y dividen su tiempo entre Hawái, Malibú y Nueva York.